# GO! Atheneum Caroline Pauwels
Het GO! Atheneum Caroline Pauwels, (oude naam GO! Lyceum Martha Somers later GO!4cITy) is een Nederlandstalige school voor algemeen secundair onderwijs van Scholengroep Brussel op de scholencampus St. Michel in de Picardstraat 172 in Sint-Jans-Molenbeek (met het Imelda-Instituut op nummer 170). 
Het lyceum biedt een algemene eerste graad (Latijn of Moderne), een tweede graad Economie, Humane wetenschappen, Latijn of Wetenschappen en een derde graad Economie-moderne talen, Humane wetenschappen, Latijn-moderne talen, Latijn-wiskunde, Wiskunde-wetenschappen of Wetenschappen-moderne talen.

## Geschiedenis
De school is ontstaan in 2002 uit de fusie van de Middenschool en het Koninklijk Atheneum Brussel 2. Deze laatste stond bekend als het Koninklijk Lyceum) op de campus aan de Karel Bogaerdstraat in Laken die daarvoor onderdak gaf aan het Hoger Pedagogisch Instituut. Dit was een voortzetting van de Normaalschool Laken, nu onderdeel van de Erasmushogeschool Brussel. De fusieschool voor middelbaar onderwijs werd genoemd naar Martha Somers, alumna van de rijksnormaalschool en heldin binnen het Belgisch verzet in de Tweede Wereldoorlog, voor wie er een gedenkplaat hangt op het gelijkvloers. De campus herbergde ook een internaat (ingang aan de Chrysantenstraat 26) en 't Plant'zoentje (een kinderdagverblijf, kleuter- en basisschool).
De geschiedenis van de Normaalschool, samen met de oefenschool en de middelbare school gaan terug tot de Eerste Wereldoorlog. In 1916 werd de Vlaamse afdeling van de École Normale de l'État in Vorst (Berkendael) overgebracht naar een private Engelse tuin van 220 are, afgebakend door de Kunstenaarsstraat, de Karel Bogaerdstraat, de Chrysantenstraat en de Tuinbouwersstraat. De school huurde het domein met drie villa's, kocht het in 1918 en vulde het aan met enkele barakken. De gebouwen die er nu staan werden grotendeel tussen 1925 en 1938 gebouwd naar plannen van Alfred Minner, modernistisch architect bij het Ministerie van Volksgezondheid. Een deel van de gebouwen diende nog na 1945 afgewerkt te worden. Lucht en licht zijn een aantal basiskenmerken die de architect toepaste, brede gangen, hoge lokalen, grote ramen. Overal in het gebouw zij er ook art-deco-ornamenten te vinden die verwijzen naar planten en bloemen. In de buitengevel vinden we meisjeshoofden met een attribuut van een leervak en verschillende plant-en dierfiguren vaak omrand met vergulde tegels. Boven de hoofdingang K. Bogaerdstraat vinden we een werk dat drie vrouwenfiguren voorstelt, een allegorie op het onderwijs. De glas-in-lood partijen zijn het werk van Ferdinand Crickx, meester-glazenier uit Jette, die ook de glasramen van de basiliek van Koekelberg ontwierp. Ook de voorkant van het gebouw was voorzien van glasramen. Deze zijn evenwel allemaal verdwenen toen het gebouw voorzien werd van dubbele beglazing (1975). Binnen in het gebouw bleven echter de meeste glasramen bewaard. In de feestzaal zijn er muurschilderingen die gepubliceerd werden in het boek "les belles heures de Bruxelles (1952)". Ze zijn het werk van studenten van de Académie Royale de Bruxelles (49-50, Tony van Goolen, José Crunelle, Géo Mommaerts en Maurice Wyckaert). In 1992 hebben de toenmalige “studenten-makers” mee het werk gerestaureerd samen met de studenten plastische kunsten.
De middelbare school (niet te verwarren met de Middenschool) kreeg in 1968 een zesjarige structuur en ging op in het Koninklijk Lyceum (opgericht in het schooljaar 1949-50). Krachtens de ministeriële omzendbrief van 24 november 1969 dienden alle Rijksmiddelbare scholen gemengd te worden. Vanaf september 1970 kwamen er geleidelijk aan jongens naar het lyceum. Een tijd lang was de enige mannelijke leerling David Davidse.
In 2004 verhuisde Kunsthumaniora Brussel vanuit de Moutstraat in centrum Brussel naar deze campus met ingang aan de Chrysantenstraat 26. Naar aanleiding hiervan zijn er aanzienlijke werken uitgevoerd om zalen en klaslokalen geschikt te maken voor een opleiding in de podiumkunsten. Ook werd een oude niet meer gebruikte internaatsvleugel terug in gebruik genomen voor de uitbreiding van het internaat. Beide secundaire scholen deelden de gebouwen maar functioneerden als aparte entiteiten met een eigen pedagogische lijn.
Op 3 november 2020 verhuisde de school onder de nieuwe naam GO!4cITy naar de Picardstraat 172 alwaar de voormalige St. Michel sigarettenfabriek tot scholencampus was omgebouwd. Deze locatie deelt het lyceum voor algemeen secundair onderwijs met het katholieke Imelda-Instituut (op nummer 170) dat TSO en KSO-opleidingen verzorgt.
Vanaf het schooljaar 2025-2026 zal de school worden hernoemd tot GO! Atheneum Caroline Pauwels, ter ere van Caroline Pauwels, de voormalige rector van de Vrije Universiteit Brussel. De school versterkt haar focus op wetenschap met gastlessen door academici en klaslokalen die vernoemd worden naar prominente wetenschappers. De naamswijziging sluit aan bij Pauwels’ visie op onderwijs als middel voor maatschappelijke betrokkenheid en kritische vorming.